# Charles Martin Robertson
Charles Martin Robertson (Cambridge, 11 settembre 1911 – Cambridge, 26 dicembre 2004) è stato un archeologo, poeta e traduttore britannico.

## Biografia
Studiò alla Leys School e al Trinity College di Cambridge. Prese parte a scavi archeologici a partire dal 1930. Dopo un periodo alla British School di Atene, entrò in servizio al British Museum nel 1936. Durante la seconda guerra mondiale, Robertson militò brevemente nei Royal Signals, per poi essere trasferito al lavoro di intelligence.
Robertson divenne professore di archeologia classica presso l'University College di Londra nel 1948. Tornò alla BSA nell'anno accademico 1957-1958 e divenne presidente del consiglio direttivo nel 1959. Nel 1961 iniziò a insegnare archeologia presso l'Università di Oxford, dove rimase fino al suo pensionamento nel 1978. Parallelamente alla carriera accademica, Robertson scrisse e pubblicò quattro raccolte di poesie. Si cimentò anche nella traduzione di autori della grecità.
Robertson si occupò soprattutto della ricerca archeologica ad Itaca e Perachora in Grecia e del sito di Al-Mina in Siria. Il suo lavoro sull'arte greca sviluppò quelle di John Beazley, che aveva avviato lo studio della pittura vascolare attica nella prima metà del ventesimo secolo. Fu autore di vari manuali, che rimasero un riferimento standard per molti decenni.
Nel 1994 a Robertson vennero diagnosticate due malattie autoimmuni, la sindrome di Guillain-Barré e la miastenia gravis, che in poco tempo lo resero totalmente invalido. Morì nel 2004 per una broncopolmonite. 

## Vita privata
Dal primo dei suoi due matrimoni, che ebbe fine con la morte della moglie, avvenuta per un incidente stradale, nacquero i suoi sei figli, tra cui il musicista Thomas Dolby.

## Opere principali

### Studi
- The Art of Vase-painting in Classical Athens. Cambridge: Cambridge University Press, 1992
- Greek, Etruscan and Roman Vases in the Lady Lever Art Gallery, Port Sunlight. Liverpool: National Museums and Galleries on Merseyside/Liverpool University Press, 1987.
- Greek Painting. Geneva:  Skira, 1959
- The Parthenon Frieze. New York: Oxford University Press, 1975
- Between Archaeology and Art History.  Oxford: Clarendon Press, 1963
- Corpus Vasorum Antiquorum. Great Britain. Castle Ashby, Northampton.  Oxford: Oxford University Press/British Academy, 1979
- Why Study Greek Art? An Inaugural Lecture Delivered at University College, London. London: H. K. Lewis & Co., 1949.